# プジョー・RC ハイブリッド4
プジョー・RC ハイブリッド4 (Peugeot RC Hybrid4) は2008年に発表されたプジョーのコンセプトカーである。

## 概要
RC ハイブリッド4はRCのハイブリッドモデルで、2008年のパリモーターショーで発表された。

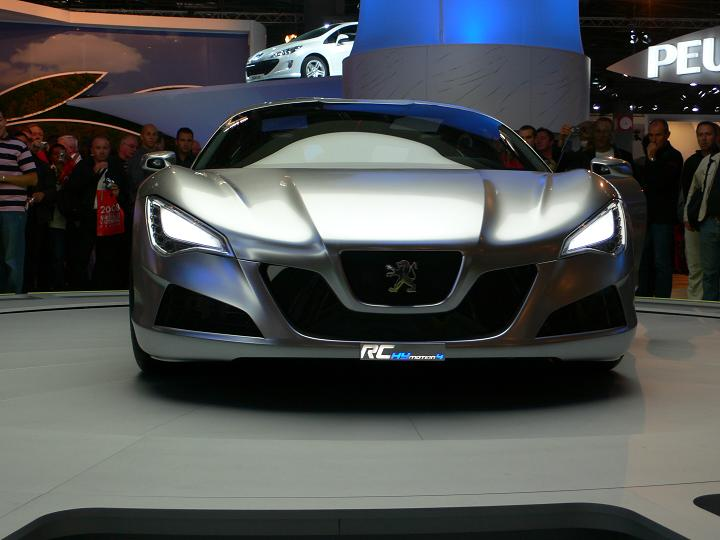
プジョー・RC Hybrid4

RCと908RCの中間に位置するモデル。リアには160kW（218PS) を発揮する1.6L THP直列4気筒ガソリンエンジンが搭載されており、フロントには70kW（95PS）のモーターが搭載されている。これらを組み合わせ、最高出力230kW(313馬力)を発揮。混合サイクルではCO2の排出量は109g/kmで、モーターのみを使用した電動走行や、エンジンのみを使用した走行も可能0-100km/hは4.4秒で、最高速度は205hm/h。